# Chorvad
Chorvad là một thành phố và khu đô thị của quận Junagadh thuộc bang Gujarat, Ấn Độ.

## Nhân khẩu
Theo điều tra dân số năm 2001 của Ấn Độ, Chorvad có dân số 21.196 người. Phái nam chiếm 52% tổng số dân và phái nữ chiếm 48%. Chorvad có tỷ lệ 50% biết đọc biết viết, thấp hơn tỷ lệ trung bình toàn quốc là 59,5%: tỷ lệ cho phái nam là 62%, và tỷ lệ cho phái nữ là 38%. Tại Chorvad, 12% dân số nhỏ hơn 6 tuổi.